# Einsalzen

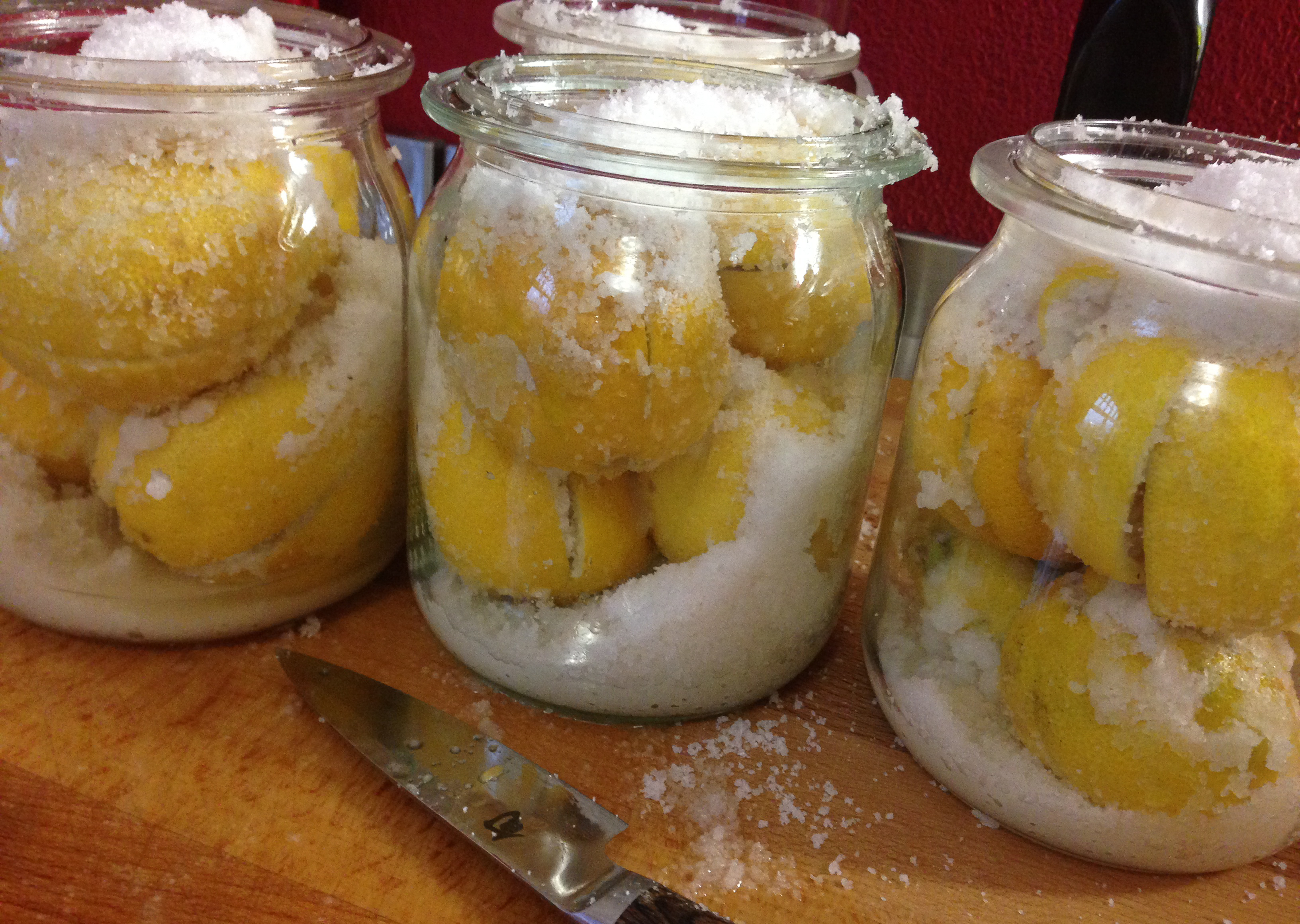
Einsalzen von Zitronen bei der Herstellung von Salzzitronen

Einsalzen (Synonym Salzung) ist neben dem Trocknen eine der ältesten Methoden zur Konservierung von Lebensmitteln. Dabei wird durch das Salz die Feuchtigkeit in den Produkten für Mikroorganismen unbrauchbar. Um zuverlässig zu wirken, muss das Salz die Lebensmittel vollständig und gleichmäßig durchdringen. Dem Salz können auch trockene Gewürze zugegeben werden, um den Geschmack zu verbessern sowie als zusätzliches Konservierungsmittel Salpeter oder Nitrit, dann wird der Vorgang Pökeln genannt. 
Beim Lufttrocknen wird häufig Salz zur Unterstützung der Haltbarkeit verwendet. Geeignet sind Fleisch, Fisch sowie viele Gemüsearten und Früchte. Ebenso werden Rohfelle bis zur Weiterverarbeitung, anstelle der Trocknung, durch Einsalzen haltbar gemacht.
In Europa, Nordafrika und Asien wurden schon im Neolithikum Salzablagerungen zur Haltbarmachung von Lebensmitteln eingesetzt. Heute stehen schonendere Konservierungsarten wie Tiefkühlen und Sterilisieren zur Verfügung, aber aus der alten Technik des Einsalzens haben sich einige kulinarische Spezialitäten erhalten.

## Methode
Die vorbereiteten Lebensmittel werden in geeigneten Gefäßen, z. B. Steingut oder Glas, lagenweise eingeschichtet, zwischen die Lagen wird Salz gestreut. Meistens wird die oberste Schicht beschwert, um dem Salz das Eindringen in die Zellen zu erleichtern. Auf diese Weise gelagerte Lebensmittel müssen regelmäßig kontrolliert werden, da sich Bestandteile aus dem Produkt absetzen können, die verderblich bleiben. Diese entfernt man sorgfältig.
Auf diese Weise werden z. B. Sardellen, Sprotten oder Sardinen konserviert. Bei Fischen tritt unter einem Gewicht in den ersten Tagen Fischöl aus, das ranzig werden könnte und daher abgeschöpft werden muss. Danach können die Gefäße verschlossen und jahrelang aufbewahrt werden. Auch wenn keine Fäulnis mehr eintritt, findet dabei eine Reifung statt, so dass manche Lebensmittel erst nach ein bis zwei Jahren ihren höchsten kulinarischen Wert erreicht haben.

## Fermentation oder milchsaure Vergärung
Bei einigen Produkten, z. B. Gurken oder grünen Bohnen, tritt durch eine genau abgemessene Salzmenge Saft aus. Die darin enthaltenen Mikroorganismen bewirken eine langsame Fermentation, bei der Zucker in Säure verwandelt wird. Dieser Prozess wird ebenfalls durch Beschweren unterstützt und ist an den aufschäumenden Gasbläschen erkennbar. Es darf keine Luft an das Gemüse kommen, da sonst die Fermentation unterbrochen würde.
Wenn nach einigen Wochen dieser Prozess abgeschlossen ist, kann das Gemüse verwendet oder verschlossen einige Monate gelagert werden. Für eine längere Haltbarmachung ist eine weitere Konservierung erforderlich, etwa durch Einkochen. Auch beim Einkochen können weitere würzende Zutaten eingesetzt werden. Bekannte Beispiele für die Haltbarmachung durch Einsalzen sind Sauerkraut, Salzgurken und Saure Bohnen, auch Salzbohnen genannt.

## Pökeln
Dabei kommt außer dem Salz noch Salpeter oder heute meist Nitrit zum Einsatz, welches die bakterienhemmende Wirkung des Salzes verstärkt sowie zur gewünschten Umrötung führt.

### Trockenpökeln
Diese Methode entzieht dem Produkt viel Wasser und sorgt für eine lange Haltbarkeit (Aw-Wert). Das Produkt wird mit einer Mischung aus Salz und Salpeter (Nitrat) oder Nitrit sowie weiteren aromatisierenden Zutaten, wie Zucker und Gewürzen, eingerieben und (manchmal auch beschwert) bei niedrigen Temperaturen (2 bis 7 °C) gelagert. Durch Osmose kommt es zum Austausch von Salz mit dem Fleischsaft, das Salz bindet das Wasser, wodurch es schädlichen Mikroorganismen nicht mehr zur Verfügung steht. Das Nitrit, das entweder direkt zugegeben wurde oder aus Nitrat durch Wirkung bestimmter Mikroorganismen entstanden ist bewirkt dabei auch die Erhaltung der roten Farbe des Fleisches, das bei Einsalzen mit reinem Kochsalz grau werden würde, indem es zur Abspaltung von Stickstoffoxid kommt, welches eine Verbindung mit dem Muskelfarbstoff Myoglobin eingeht. Um das Hartwerden des Fleisches durch den Salpeter zu reduzieren, reibt man das Fleisch zuvor gerne mit Zucker, Honig oder Sirup ein.

### Pökeln in Lake
Eine weitere Möglichkeit ist das Pökeln in einer Lake aus Wasser, Zucker, Salz, Nitrit oder Nitrat und Gewürzen. Diese Methode ist arbeitsaufwändiger, erzeugt jedoch eine andere Konsistenz als das Trockenpökeln des Fleisches: Es wird deutlich saftiger und viel zarter. Auch hier erfolgt ein Wasserentzug, obwohl das Fleisch in einer wässrigen Lösung liegt. Dieser Effekt ist im Grunde jedem bekannt, er ist der Grund, warum man kein Meerwasser trinken kann. Durch Diffusion gleichen sich die Salzgehalte von Lake und Fleisch im Laufe des Pökelvorgangs an. Von der Salzkonzentration in der Lake hängt die Haltbarkeit ab. Sehr starke Lösungen können Fleisch für mehrere Monate haltbar machen. Solches Pökelfleisch muss vor der Verwendung jedoch längere Zeit gewässert werden. Auch hierbei ist Beschweren erforderlich, um sicherzustellen, dass das Pökelgut stets von der Lake bedeckt bleibt.
Wenn man nicht aus Gründen der Haltbarmachung pökelt, sondern um einen bestimmten Geschmack zu erzielen, verwendet man eine mildere Salzlösung. Das Fleisch muss hierbei vor dem Verzehr nicht mehr gewässert werden. Es hält sich jedoch immer noch mehrere Wochen. Auch die Pökelzeit kann in diesem Fall reduziert werden, je nach Art und Größe des Ausgangsproduktes benötigt das Einsalzen allerdings immer noch mehrere Tage.

## Sonstiges
- Lakefleisch ist eine Spezialität im Spessart, das im Rahmen größerer Feste in der Glut gegart wird.
- Oliven werden zuerst mit einem Hammer angeschlagen, gewässert und dann in Salzwasser eingelegt. Um sie milder zu machen, kann man sie zuvor in einer Mischung aus Wasser und Holzasche einlegen. Schwarze reife Oliven müssen eingestochen werden, dann kann man sie einfach mit Salz in einem Korb einschichten. Nach etwa einer Woche wäscht man das Salz ab und kann sie dann in Öl eingelegt mehrere Monate aufbewahren.
- Salzzitronen sind eine marokkanische Spezialität. Dafür werden ganze ungeschälte Zitronen rundherum eingeschnitten und mit Salz aufgeschichtet.
- Soleier sind in starker Kochsalzlösung eingelegte, hartgekochte Eier.
- Kimchi ist milchsauer vergorener Kohl, der mit Gewürzen, insbesondere Chili eingelegt ist. Es ist unverzichtbarer Bestandteil der koreanischen Küche.
- Salzlakenkäse wird sowohl bei der Herstellung in Salzlake, als auch bei der Lagerung in Salzlake durch das Salz haltbar.
- Kantonesischer gesalzener Fisch

## Weiterführende Themen
- Lebensmittelkonservierung
- Trocknen
- Sterilisieren
- Tiefkühlen
- Pökeln
- Milchsäuregärung